# Leichtbau Maier

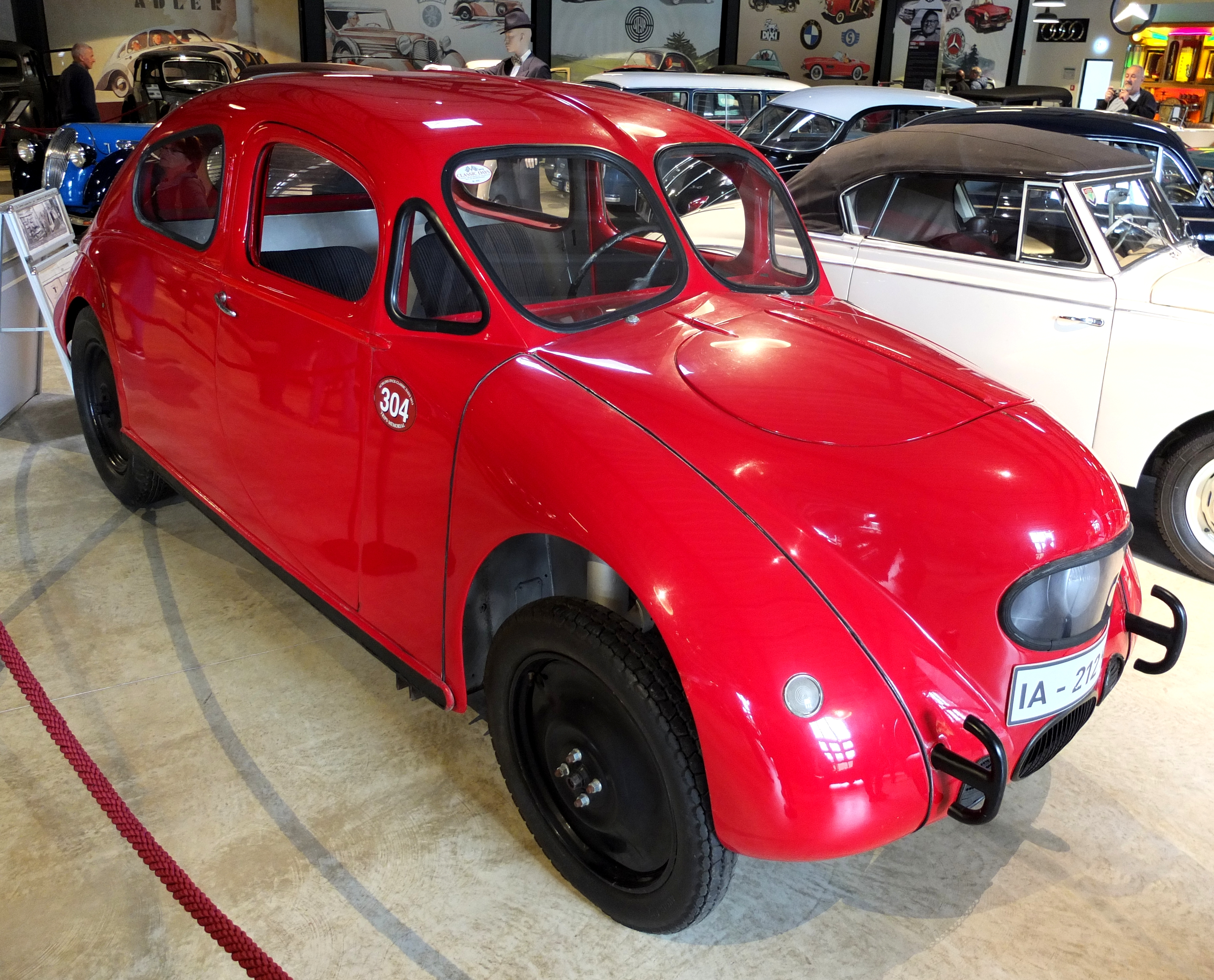
„Leichtbau Maier“ (1934–1935), Modell 0501/35, im Zylinderhaus in Bernkastel-Kues

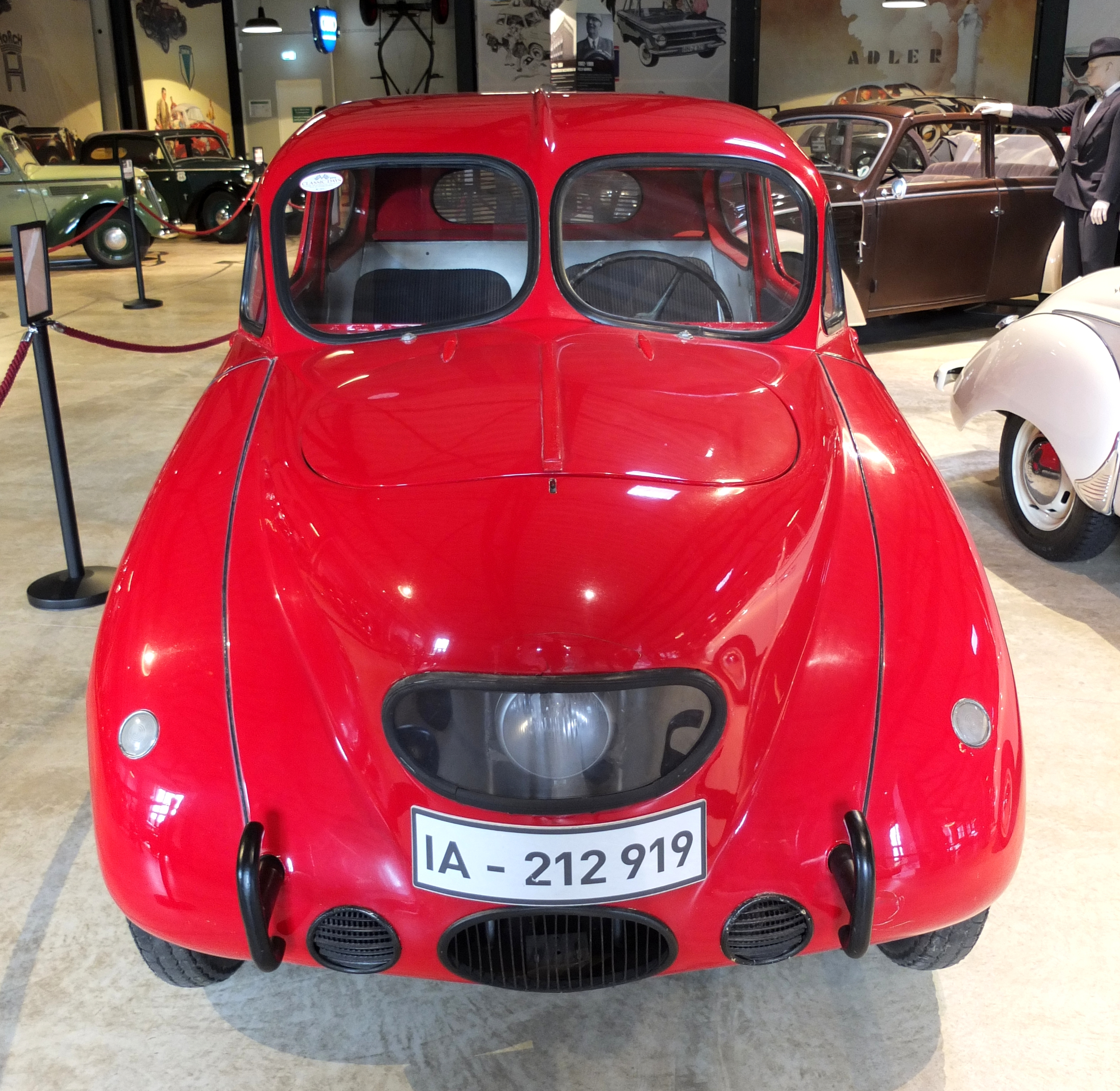
Frontansicht

Leichtbau Maier ist ein weitgehend unbekannter deutscher Automobilkonstrukteur aus dem Anfang des 20. Jahrhunderts. Der Ingenieur Friedrich Eugen Maier aus Berlin entwarf und baute in den 1930er Jahren mindestens einen Autoprototyp und brachte ihn in den Verkehr.

## Technische Beschreibung eines aufgefundenen Prototyps
Es war ein Kleinwagen mit einem 20-PS-DKW-Heckmotor, der später gegen den Motor eines VW-Käfers ausgetauscht wurde. Der Entwickler hatte für damalige Zeiten revolutionäre Details eingebaut: einen höhenverstellbaren Fahrersitz (patentiert im Mai 1938), mitlenkende Scheinwerfer, ein höhenverstellbares Fahrwerk, einen selbsttragenden geschlossenen Wagenkasten (patentiert im Juli 1932). Insgesamt meldete Maier für die Autoentwicklung 12 Patente in Deutschland sowie weitere in den USA und Großbritannien.
Auf dem Typenschild finden sich die folgenden Hinweise:
„Fabrikat Leichtbau Maier. Wagen-Nummer LM 050 1/35; Motor-Nummer 386418; 20 PS; Bohrung 76; Hub 76; Gewicht 684 kg; Gesamtgewicht 1034 kg“.

## Geschichte
Das nun in der Presse vorgestellte Modell geriet über mehrere Sammler und einen Lackierbetrieb in Krefeld im Jahr 2007 an den Privatmann Jörg Jansen. Jansen begann das Auto zu restaurieren und stieß dabei auf das entsprechende Typenschild. Als Kfz-Sachverständiger interessierte ihn die Geschichte und was sich hinter dem Namen verbirgt. Mit Unterstützung des Prototyp-Museums in Hamburg, des Schweizer Autoliebhabers und Historikers Hanspeter Bröhl und des Niederländers Herman van Oldeneel, der den genauen Namen und die Wirkungsstätte des Entwicklers herausfand, wurden die ersten Fakten zusammengetragen. Inzwischen ist auch bekannt, dass das Auto 1979 für den Film Ein Kapitel für sich einen Auftritt als Wrack hatte.
Friedrich Eugen Maier betrieb ab Anfang der 1930er Jahre bis 1944 eine Werkstatt in der Sömmeringstraße 31/32 (heute: Sömmeringstraße 29) in Berlin-Charlottenburg auf einem Gelände, das dem Magistrat von Berlin gehörte. Bis 1933 war auf dem Terrain die Buchdruckerei Bernard & Graefe angesiedelt. In der Nachbarschaft jedoch (Sömmeringstraße 25–28) befanden sich in dieser Zeit eine Autolackiererei, eine Autosattlerei, eine Autoreparaturwerkstatt, eine Autoklempnerei sowie die Kraftfahrzeugwerkstätte Sömmeringstraße G.m.b.H. Ein Zusammenhang mit Maiers Standortwahl ist nicht auszuschließen.
Eine Wohnadresse von Friedrich Maier, Ingenieur, oder Eugen Maier ist in den Berliner Adressbüchern der Jahre 1930 bis 1935 nicht eingetragen. Doch darf aus einem in der Zeitung abgedruckten Faksimilé zum Patent für den selbsttragenden geschlossenen Wagenkasten geschlossen werden, dass er in Berlin-Karlshorst wohnte.
Erst 1936 findet sich die Eintragung „Maier, Friedrich, E.“, Leichtbauer, Sömmeringstraße 30, angegeben mit einem Telefonanschluss (T). Bei der Suche nach Straßen (Sömmeringstraße) steht dagegen bei den bisherigen Nummern 31 und 32 „existiert nicht“. Es scheint also so, als wäre ein Grundstück abgetrennt, neu nummeriert und von Maier bebaut und benutzt worden. Der „Leichtbauer“ wird hier als E. Maier, wohl mit seinem zweiten Namen Eugen, geführt. In diesem Jahr wurde der Autokonstrukteur gezwungen, Fahrzeuge der deutschen Wehrmacht zu reparieren. Im Jahr 1937 ist in der Sömmeringstraße 30 Maier, Fr., Dipl. Ing. eingetragen, eine Firmennennung erfolgte jedoch nicht mehr. Schließlich wurden noch die Adressbücher 1939 bis 1943 ausgewertet. Sie ergeben, dass Friedrich Eugen Maier, Dipl.-Ing., ständig am Ort Sömmeringstraße 30 präsent war. Die Firmenbezeichnung „Leichtbau Maier“ taucht jedoch nicht wieder auf. Zum Jahr 1943 kaufte Maier das Grundstück und ließ es zu einem Sportplatz umfunktionieren. Außer dem Kleinauto-Versuchstyp sind keine weiteren Fahrzeuge hier entstanden.